# 橋田獎
橋田獎（日语：／ Hashida-shō */?），1993年創立的日本電視獎項，由獲頒日本政府紫綬褒章的知名劇作家橋田壽賀子擔任理事的「橋田文化財團」舉辦，主要表彰對日本電視文化有顯著貢獻及溫暖日本人心的優秀電視節目、電視劇、新人演員和編劇等。
橋田獎約每年五月舉行公開授獎儀式。

## 歷年得主
| No. | 年   | 橋田獎 | 新人獎・新人劇本獎 | 特別獎                                           |
| --- | ---- | --- | --- | ------------------------------------------------ |
| 1   | 1993 | 小さな旅 內館牧子 井上頌一 杉田成道 安田成美 | - | 杉村春子                                         |
| 1   | 1993 | 【大賞】日曜劇場（TBS電視台） | |                                                  |
| 2   | 1994 | 竹山洋 | - | 山川靜夫                                         |
| 2   | 1994 | 清左衛門残日録（NHK） | |                                                  |
| 3   | 1995 | 黒柳徹子 | - | -                                                |
| 3   | 1995 | 中學生日記（NHK） | |                                                  |
| 4   | 1996 | - | 上川隆也 中居正廣 | -                                                |
| 4   | 1996 | 【大賞】大地之子（NHK） | |                                                  |
| 5   | 1997 | 大石靜 常盤貴子 | 野村萬齋 | -                                                |
| 5   | 1997 | 世界ウルルン滞在記（每日放送） おかあさんといっしょ（NHK） | |                                                  |
| 6   | 1998 | 清水有生 | 一路真輝 | -                                                |
| 6   | 1998 | コメディーお江戸でござる（NHK） | |                                                  |
| 7   | 1999 | 井上由美子 菅野美穗 池內淳子 | - | -                                                |
| 7   | 1999 | アイデア対決・ロボットコンテスト（NHK） 輕輕緊握你的手 第2章（朝日電視台） | |                                                  |
| 8   | 2000 | いかりや長介 北川悅吏子 | 江角真紀子 江原志津「とことん行こうぜ!」（入選）                                                                                       | -                                                |
| 8   | 2000 | - | |                                                  |
| 9   | 2001 | 西田敏行 | 香取慎吾 竹內結子 | 香川京子                                         |
| 9   | 2001 | 【大賞】百年物語（TBS電視台） 計畫X～挑戰者們～（NHK） 伊東家的餐桌（日本電視台） | |                                                  |
| 10  | 2002 | 岡田惠和 松隆子 | 池脇千鶴 | 渡哲也                                           |
| 10  | 2002 | 張込み（朝日電視台） 壬生義士傳〜新撰組でいちばん強かった男（東京電視台） NHK特集 「日本人はるかな旅」（NHK） 日立 世界・ふしぎ発見!（TBS） 明るいほうへ 明るいほうへ的美術工作人員（TBS） | |                                                  |
| 10  | 2002 | 【10周年記念特別顕彰】 NHK晨間劇（NHK） 水戶黃門（TBS電視台） 來自北國（富士電視台） | |                                                  |
| 11  | 2003 | 田渕久美子 唐澤壽明 | 上戶彩 柴崎幸 清水昭「傾聴のアザラシ」（佳作） 山田英樹「はつ蛍」（佳作）                                                              | 田中邦衛                                         |
| 11  | 2003 | 課外授業 ようこそ先輩（NHK） 鶴瓶の家族に乾杯（NHK） 人生の楽園（朝日電視台） | |                                                  |
| 12  | 2004 | 龍居由佳里 福澤克雄 竹野內豐 宮澤理惠 | 小雪 妻夫木聰 | 杉浦直樹                                         |
| 12  | 2004 | 再見了，可魯（NHK） 兒童新聞週刊（NHK） 小孤島大醫生（富士電視台） | |                                                  |
| 13  | 2005 | 橋部敦子 草彅剛 和久井映見 | 江成和己 吉野洋「冬の花火」（入選） 景山貴之「14才のジゼル」（入選）                                                                   | 筑紫哲也                                         |
| 13  | 2005 | 【大賞】弟（朝日電視台） ジイジ〜孫といた夏（NHK） 秘境シルクロード 「熟年ラクダ隊タクラマカン砂漠を行く」（NHK） 世界遺產（TBS電視台）                                                    | |                                                  |
| 14  | 2006 | 遊川和彥 泉平子 村田雄浩 米倉涼子 仲間由紀惠 瀧澤秀明 | 福川真彌「天華の祈り」（入選） 伊達佳恵「エビフライの町で」（入選）                                                                    | 宮川一郎                                         |
| 14  | 2006 | 螢火蟲之墓（日本電視台） 熟年離婚（朝日電視台） その時歴史が動いた「歴史の選択 赤穂浪士 討ち入り組 VS 討ち入り不参加組」（NHK）                                                            | |                                                  |
| 15  | 2007 | 矢郷進 吉田紀子 淺野妙子 野際陽子 坂東三津五郎 宮崎葵 二宮和也 | 志田未來 黑石智美「どん底」（佳作） | 宇津井健 小泉清子                                |
| 15  | 2007 | 【企劃賞】ためしてガッテン（NHK） 全日本放送「おばあちゃんの葉っぱビジネス」（NHK） 情熱大陸（毎日放送） 每日莫札特（NHK衛星第2頻道、NHK數位衛星高畫質頻道）                               | |                                                  |
| 16  | 2008 | 水谷豐 寺脇康文 關口知宏 石橋冠 中井貴一 野際陽子 君塚良一 小松江里子 草笛光子 | 井上真央 小栗旬 石田晶子「オニオンな」（佳作） 橋本理華「冬の虹」（佳作）                                                              | 山田太一                                         |
| 16  | 2008 | 派遣女王（日本電視台） | |                                                  |
| 17  | 2009 | 角野卓造 松坂慶子 堺雅人 高畑淳子 篠崎繪里子 | 瑛太 上野樹里 黑木美沙 小鳥遊まり「てのひらに綴る愛」 （入選） 坂本紀男「季節はずれの恋」（佳作） 山田浩司「元女房、揃い踏み」（佳作） | 藤田太寅                                         |
| 17  | 2009 | 篤姬（NHK） 風のガーデン（富士電視台） Around40（TBS） | |                                                  |
| 18  | 2010 | 大澤隆夫 香川照之 天海祐希 石坂浩二 | 綾瀨遙 石岡志動「ハルノヤ!」（佳作）                                                                                                   | 若尾文子                                         |
| 18  | 2010 | 仁者俠醫（TBS） ちい散歩（朝日電視台） ダーウィンが来た!（NHK） | |                                                  |
| 19  | 2011 | 福山雅治 坂元裕二 | 松下奈緒 向井理 堀脇れいく「パルクール」（佳作）                                                                                       | 野村昭子                                         |
| 19  | 2011 | 【大賞】99年的愛（TBS電視台） 證言記錄 士兵們的戰爭（NHK） | |                                                  |
| 20  | 2012 | 福田靖 黒土三男 渡瀨恆彥 水谷豐 阿部寬 | 長谷川博己 滿島光 後藤健之「夏の旅人」（佳作）                                                                                         | 市原悦子                                         |
| 20  | 2012 | MARUMO的規定（富士電視台） | |                                                  |
| 20  | 2012 | 【20周年記念特別顕彰】 報導之日『報導之日2011』記憶と記録そして願い（TBS電視台） NHK特別節目「巨大津波系列」製作團隊                                                                       | |                                                  |
| 21  | 2013 | 中園美保 尾崎將也 小林稔侍 米倉涼子 | 尾野真千子 松坂桃李 高橋美帆「熊さんとナベヅル」（佳作） 土屋裕子「友情と落城」（佳作）                                                | 北大路欣也                                       |
| 21  | 2013 | 金子みすゞ物語〜みんなちがってみんないい〜（TBS電視台） NNN紀實「魂が眠っている 遺された赤紙」（日本テレビ）                                                                               | |                                                  |
| 22  | 2014 | 森下佳子 岸井成格 | 綾野剛 能年玲奈 有信由美子「消えた卒業証書」（佳作） 板垣宗男「サラブレッドの瞳」（佳作）                                              | 伊東四朗                                         |
| 22  | 2014 | オリンピックの身代金（朝日電視台） 小海女（NHK） ETV特集「戦場で書く〜作家 火野葦平の戦争〜」（NHK） キッチンが走る!（NHK）                                                                | |                                                  |
| 23  | 2015 | 輿水泰弘 岸部一徳 澤口靖子 | 杏 秋嶋雅《ミス・リサーチ》（佳作） 八田明子《屋上観覧車》（佳作）                                                                     | 關口宏                                           |
| 23  | 2015 | 《派遣女醫X》（朝日電視台） 《父親的背影》（TBS電視台） NHK晨間劇《花子與安妮》（NHK） 山田太一SP《時間永不止步》（朝日電視台）                                                            | |                                                  |
| 24  | 2016 | 佐藤健 鈴木亮平 岸本加世子 大森美香 古澤良太 | 吉田羊 堀脇れいく《ガラパゴスの朝》（佳作） 塚橋一道《東京の嫁》（佳作） 木庭純理《夏越し》（佳作）                                    | 三田佳子                                         |
| 24  | 2016 | 《天皇的御廚》（TBS電視台） 《阿淺來了》（NHK） | |                                                  |
| 25  | 2017 | 船越英一郎 新垣結衣 | 高畑充希 開真理《夏の通り雨》（入選） 花田麻衣子《今日はごみの日》（佳作）                                                             | 中村吉右衛門 吉永春子                            |
| 25  | 2017 | 《夏目漱石之妻》（NHK） 《平凡至上—作家・藤澤周平 父親的一句話》（TBS） 《人生フルーツ》（東海電視台） NHK幼教節目（NHK）                                                                  | |                                                  |
| 26  | 2018 | 岡田惠和 松隆子 阿川佐和子 桂文珍 | 有村架純 竹内涼真 | 石坂浩二 大杉漣                                  |
| 26  | 2018 | 特別劇《戦慄の記憶 インパール》（NHK） 《天才婦科醫2》（TBS） | |                                                  |
| 27  | 2019 | 山田洋次 松坂慶子 内藤剛志 大泉洋 宮崎葵 岡田將生 菅田將暉 安住紳一郎 | 永野芽郁 いとう菜のは《蜘蛛の糸》（入選） 三谷武史《52歳のエレジー》（佳作）                                                           |                                                  |
| 27  | 2019 | - | |                                                  |
| 28  | 2020 | 山本睦 松重豊 岡田准一 橋爪功 宮崎葵 | 廣瀨鈴 田中圭 小泉理恵子《カブト虫》（佳作）                                                                                           |                                                  |
| 28  | 2020 | 晨間劇《夏空》（NHK） 《閑走塔摩利》（NHK） 《海螺小姐》（富士電視台） | |                                                  |
| 29  | 2021 | 池端俊策 長谷川博己 二階堂富美 松原耕二 | 賀來賢人 上白石萌音 藤田知多佳《ハゼと私とホタテと》（佳作） 山脇さやか《スミレの道標》（佳作）                                        | 坂本冬美                                         |
| 29  | 2021 | 晨間劇《歡呼》（NHK） 新春電視劇特別企劃《明日家族》（TBS） 《日本秘境有房好吃驚》（朝日放送）                                                                                             | |                                                  |
| 30  | 2022 | 東山紀之 中田喜子 仲野太賀 井上貴博 橋本裕志 | 杉咲花 吉澤亮 |                                                  |
| 30  | 2022 | 《作為阿佐谷姐妹一起生活》（NHK） 《日本沉沒-希望之人-》（TBS） | |                                                  |
| 31  | 2023 | 小池榮子 長澤雅美 | 目黑蓮 伊藤沙莉 生方美久 長島清美《ビリーヴ》（佳作）                                                                                  | 特別獎 草笛光子 加山雄三 野村昭子獎 今村泉       |
| 31  | 2023 | 《silent》（富士電視台） 《PB!!～Pressure Battle!!～》（每日放送） | |                                                  |
| 32  | 2024 | 相葉雅紀 神木隆之介 笨蛋節奏 北川景子 大下容子 | 濱邊美波 趣里 安達あづさ《嘘つきリーさん》（佳作） 平木健典《あなたに花が咲くように》（佳作） 三谷武史《ニンベンに憂う》（佳作）       | 特別獎 井上順 野村昭子獎 大方斐紗子              |
| 32  | 2024 | 《重啟人生》（日本電視台） 《孤單一人》（TBS） 晨間劇《爛漫》（NHK） | |                                                  |
| 33  | 2025 | 阿部貞夫 伊藤沙莉 宮藤官九郎 | 河合優實 奈緒 松本若菜 松山富江《シニアの居場所》（佳作） 今泉紗彌《遠くから来た客》（佳作）                                           | 特別獎 連續電視小說 石井福子 野村昭子獎 草村禮子 |
| 33  | 2025 | 晨間劇《如虎添翼》（NHK） 《寒武紀宮殿》（東京電視台） | |                                                  |

## 外部連結
- 官方网站